# Dignità!
Dignita! Nove scrittori per Medici Senza Frontiere è un libro di racconti di viaggio, di nove scrittori: Esmahan Aykol, Alicia Giménez-Bartlett, Eliane Brum, Tishani Doshi, Catherine Dunne, Paolo Giordano, James Levine, Wilfried N’Sondé e Mario Vargas Llosa, che si sono recati in nove diversi Paesi, dove Medici Senza Frontiere opera da anni con vari progetti di assistenza sanitaria gratuita per la popolazione più vulnerabile.  Parte del ricavato della vendita del libro è andata a sostegno dei progetti di MSF.

## I contributi degli scrittori
Viaggio nel cuore di tenebra - Mario Vargas Llosa
(Repubblica Democratica del Congo – RDC) - Progetto visitato: MSF fornisce assistenza sanitaria di base e medicine alle popolazioni vittime del conflitto nel Kivu settentrionale e meridionale.
Phool gobi vuol dire cavolfiore - Paolo Giordano
(Bangladesh) - Progetto visitato: prevenzione e cura della malnutrizione nella baraccopoli di Kamranghirchar a Dacca, la capitale del Bangladesh. Inoltre, ha aperto una clinica per la prevenzione e cura del kala-azar (leishmaniosi viscerale) nella zona rurale di Fulbaria, nel distretto di Mymensingh.
Cape Town, Johannesburg - Catherine Dunne
(Sudafrica) - Progetto visitato: centro per la cura della coinfezione HIV/AIDS e tubercolosi nella baraccopoli di Khayelitsa a Città del Capo (Sudafrica) e assistenza medica di base ai migranti zimbabwesi nella periferia di Johannesburg.
La proposta - Alicia Giménez-Bartlett
(Grecia) - Progetto visitato: centri di detenzione nella regione di Evros (Grecia) dove MSF si occupa di assistenza psicosociale per migranti e richiedenti asilo.
Makass - James A. Levine
(Repubblica Democratica del Congo – RDC) - Progetto visitato: centro di prevenzione e cura per l'HIV/AIDS a Kinshasa, capitale della Repubblica Democratica del Congo.
Dove abitano i vampiri - Eliane Brum
(Bolivia) - Progetto visitato: prevenzione e cura del morbo di Chagas nella regione rurale di Cochabamba (Bolivia).
My Life as a Bag - Esmahan Aykol
(Malawi) - Progetto visitato: MSF, insieme con le autorità sanitarie locali, si occupa di mantenere l'accesso universale ai farmaci anti-retrovirali per la popolazione del distretto di Thyolo, nella parte meridionale del Malawi.
Un paese di nome Mon - Tishani Doshi
(India) - Progetto visitato: ospedale distrettuale di Mon, nello stato nordorientale del Nagaland (India) per la popolazione esclusa dall'accesso alle cure.
Le alture del Tanganica - Wilfried N'Sondé
(Burundi) - Progetto visitato: centro di Urumuri nella città di Gitega, per la cura delle fistole ostetriche, e una clinica per le cure ostetriche e ginecologiche d'urgenza a Kabezi nella provincia rurale di Bujumbura, la capitale del Paese.